# Mephistopholes und Margaretta
 Mephistopheles und Margaretta ist eine hölzerne Doppelskulptur aus dem 19. Jahrhundert, die zwei Figuren aus Johann Wolfgang von Goethes Faust darstellt. Auf der Vorderseite ist Mephistopheles und auf der Rückseite Margaretta (Gretchen) dargestellt. Ein hinter der Skulptur angebrachter Spiegel ermöglicht es, beide Seiten gleichzeitig zu sehen. Die Skulptur befindet sich im Salar-Jung-Museum in Hyderabad (Indien).

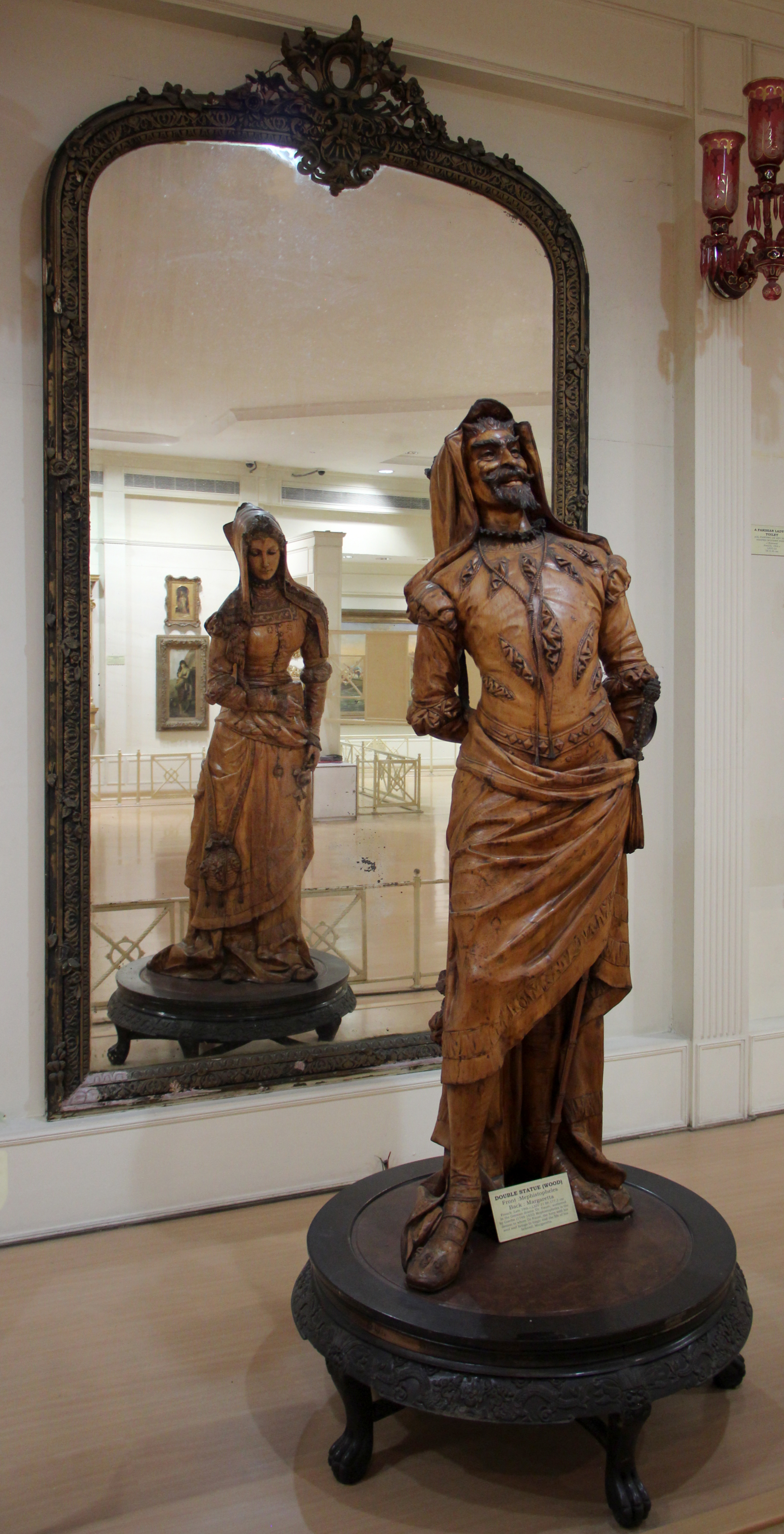
Mephistopheles und Margaretta

## Beschreibung
Die 177,2 cm große Skulptur wurde in einen Holzblock aus Berg-Ahorn geschnitzt. Auf der Vorderseite ist ein selbstbewusster und arroganter Mephistopheles dargestellt, der eine Kapuze und Stiefel trägt. Ein Grinsen ziert sein langes Gesicht. Die Rückseite zeigt Gretchen mit gesenktem Kopf, die als einfaches Mädchen mit niedergeschlagenen Augen erscheint.
Die Statue ist aus einem einzigen Holzblock geschnitzt und wird mit einem Spiegel auf der Rückseite ausgestellt, so dass der Betrachter beide Seiten gleichzeitig sehen kann.

## Deutungen
Die Dichotomie von Gut und Böse wird durch die Unschuld der weiblichen Figur, einer sittsamen Frau, die ein Gebetbuch in der Hand hält, hervorgehoben und steht im Gegensatz zur Darstellung des Bösen durch Mephistopheles.

## Herkunft
Die Skulptur wurde von einem unbekannten französischen Künstler geschaffen. Salar Jung I. hat sie 1876 während seiner Reisen in Frankreich erworben und gilt als eines der meistfotografierten Ausstellungsstücke des Salar-Jung-Museums.